# 毛序花楸
毛序花楸（学名：Sorbus keissleri）是蔷薇科花楸属的植物，是中国的特有植物。分布在中国大陆的广西、贵州、云南、四川、湖北、江西、湖南、西藏等地，生长于海拔1,200米至2,800米的地区，常生于山坡、山谷以及多石坡地疏密林中，目前尚未由人工引种栽培。

## 别名
凯旋花（中国树木分类学）

## 异名
- Sorbus keissleri (Schneid.) Rehd. var. crossotocalyx (Cardot) C. Y. Wu